# Михайлов Станіслав Володимирович
Станіслав Володимирович Михайлов, більш відомий як Стас Михайлов (рос. Станислав Владимирович Михайлов; нар. 27 квітня 1969, Сочі) — російський естрадний співак, автор пісень, заслужений артист Російської Федерації (2010). Лауреат премій «Шансон Року» в номінації «Артист року» (Радіо Шансон), «Золотий Грамофон» (Російське радіо) та фестивалю «Пісня року». Підтримує путінський режим та вторгнення Росії в Україну.
Стас Михайлов був зареєстрований найвищий дохід всіх співаків в Росії в 2011 та 2012 році.

## Музична кар'єра
Після закінчення середньої школи, пішовши по стопах батька і старшого брата, вступив до Мінського училища цивільної авіації. Залишивши навчання в училищі, і зрозумівши, що це не його покликання, Михайлов йде служити в армію. Після служби вступив до Тамбовського державний інститут культури, але не закінчив і його.
У 1991 році приїхав до Москви. Брав участь в різних музичних конкурсах, працював у Московському театрі естради під керівництвом Бориса Брунова. У тому ж році була написана пісня «Свіча», яка стала візитною карткою співака. У 1997 році в Санкт-Петербурзі вийшов перший альбом «Свіча». У наступні роки війшлі ще 8 альбомів.
У 2009 році отримує дві нагороди — Радіо Шансон назвало його «Артистом року», а за пісню «Між небом і землею», на яку був знятий кліп, йому була вручена Національна премія «Золотий Грамофон».
З цією ж піснею вперше виступив на щорічному фестивалі Пісня року.
У 2010 році виходить альбом «Живий», який презентується в березні відразу трьома концертами на сцені Державного Кремлівського палацу і збірник «Найкращі пісні на БІС». Знімається відеокліп на пісню «Отпусти», записану дуетом з Народною артисткою України Таїсією Повалій. З цією ж піснею 4 грудня 2010 року дует стає лауреатом премії «Золотий Грамофон».
Автор практично всіх пісень, які виконує. У його репертуарі лише дві пісні, в яких він не брав участь, як поет чи композитор: «Між небом і землею» (Місин — Кавалерян) і «Королева» (Сергій Бакуменко).
В Грудні 2010 року президент Росії Дмитро Медведєв нагородив Михайлова званням Заслужений артист РФ
25 липня 2011 журнал Forbes опублікував рейтинг «50 головних російських знаменитостей», в якому Стас Михайлов посів перше місце.

## Особисте життя
Стас Михайлов одружений. Дружина Інна, до шлюбу Пономарьова, у першому шлюбі Канчельскіс(9 травня 1973, Кропивницький, Україна), з якою Стас познайомився в 2006 році, весілля відбулося 12 серпня 2011 року.
У сім'ї Михайлових п'ятеро дітей.

## Дискографія
- 1997 — Свеча
- 2002 — Посвящение
- 2004 — Позывные на любовь
- 2005 — К тебе иду
- 2006 — Берега мечты
- 2007 — Небеса
- 2008 — Жизнь-река
- 2010 — Живой
- 2011 — Только ты

## Позиція щодо України
У вересні 2014 року, під час війни на сході України, Стас Михайлов заявив, що йому близька позиція президента Росії Володимира Путіна щодо цієї країни. У 2018 році був довіреною особою президента Путіна під час виборів. У 2022 році підтримав вторгнення Росії в Україну.

## Санкції
19 жовтня 2022 року доданий до санкційного списку України.